# ジョン・マクヴィー
ジョン・グラハム・マクヴィー（John Graham McVie、1945年11月26日 - ）は、イギリスのベーシストである。ロックバンドのフリートウッド・マックの一員として広く知られている。彼はギタリストのピーター・グリーンがフリートウッド・マックを結成したすぐ後にバンドに参加し、最初のベーシスト、ボブ・ブランニングの代わりとなった。1968年、彼はブルース・ピアニストのクリスティン・マクヴィーと結婚した。彼女は2年後にフリートウッド・マックのメンバーとなる。しかしながら、2人は1977年に離婚する。この頃にバンドは『噂』を録音している。アルバムは芸術的・商業的成功を収めており、またその題名はマクヴィー及びバンドメンバーの結婚、人間関係の混乱状態から取られている。

## 生い立ち
ジョン・マクヴィーはロンドン西部のイーリングにおいてレグとドロシーのマクヴィー夫妻の間に生まれた。ウォルポール・グラマースクールに通っていた。14歳の時、シャドウズのカバーバンドでギターを弾き始める。 しかし、彼は友人皆がリードギターを練習していることに気付き、代わりにベースギターを弾こうと決意する。初めに、彼はベースパート演奏用に1弦と2弦（EとB）をギターから外した。両親が彼の演奏能力に気付いたとき、父は彼にピンクのフェンダー製ベースギターを買い与えた。偶然ではあるが、そのモデルはマクヴィーが音楽的に影響を受けたシャドーズのベーシスト、ジェット・ハリスと同じものであった。ウォルポール・グラマーも、その当時の他のロンドンのスクールと同じくブルース、ロック、ジャズといったミュージシャンの卵で溢れていた。ジョンはピアニストのハウエル教師が担任であった3Jクラスに度々通っていた。彼はこの「ファニー」な音楽への理解は示さなかったが、生徒達がやることに寛容であり、学校の施設を利用する時間と場所を与えてくれたのである。その環境はニュー・ウェイブ（ブルース・ロック・ジャズ）を練習し、聞くためにうってつけであった。
17歳の時に学校を出てから、ジョンは課税査定官になる訓練を始めた。それは彼の音楽キャリアの開始時期と一致する。

## 初期の音楽活動
ジョン・マクヴィーがベースプレイヤーとして最初に手に入れた仕事は「Krewsaders」と呼ばれたロンドン西部・アーリングのマクヴィーと同じ通りに住んでいる少年達が結成したバンドである。「Krewsaders」は主に結婚式やパーティーでシャドウズのカバーを演奏していた。

### ジョン・メイオール&ザ・ブルースブレイカーズ
マクヴィーが課税査定官の資格を得た頃、ジョン・メイオールはシカゴ・ブルースのバンド、ジョン・メイオール&ザ・ブルースブレイカーズを結成した。最初メイオールはシリル・デイヴィス・オールスターズに在籍するベースプレイヤーのクリフ・バートンを新しいバンドのリズム・セクションに招こうとしていた。バートンは断ったが、彼はジョン・マクヴィーの電話番号をメイオールに伝えた。メイオールは才能ある若いベースプレイヤーにブルースブレイカーズでのチャンスを与えたいという衝動に駆られた。メイオールはマクヴィーに会い、バンドのオーディションを受けるように頼んだ。そのすぐ後にマクヴィーはブルースブレイカーズでベース演奏を担当することになった。マクヴィーは要請を受け入れた。フルタイムでミュージシャンになる前に、9ヶ月間、昼間の仕事を続けていた。メイオールの指導の元、マクヴィーは音楽の形式的なトレーニングだけではなく、主にB.B.キングやウィリー・ディクスンのレコードを聴くことでブルースを演奏するということを学んだ。そのレコードはメイオールから彼がもらったものである。

### ピーター・グリーンとミック・フリートウッド
1966年、若き日のピーター・グリーンはジョン・メイオール&ザ・ブルースブレイカーズの新しいリードギタリストとして参加するように要請された。オリジナルのギタープレイヤーであるエリック・クラプトンがバンドを出て行ってしまったのである。ピーター・グリーンの加入はミック・フリートウッドがエインズレー・ダンバーの代わりに新しいドラマーとなった時期と一致する。 グリーン、フリートウッド、マクヴィーはすぐに強い絆で結ばれ、ジョン・メイオールがグリーンの誕生日にスタジオを自由に使える時間を与えると、グリーンはマクヴィーとフリートウッドにレコーディング・セッションを一緒に行うことを提案した。マイク・ヴァーノンのプロデュースで彼らは3曲を一緒に録音した。「Curly」、「Rubber Duck」、そして「Fleetwood Mac」と呼ばれたインストゥルメンタルである。同じ年の終わりにミック・テイラーがブルースブレイカーズで後釜に座ってから、ピーター・グリーンは自身のバンドを結成することを選択する。バンドの事を彼は「フリートウッド・マック」と呼んでいたが、それは彼が好んだリズムセクション（マクヴィーとフリートウッド）のことである。ミック・フリートウッドはすぐにグリーンの新しいバンドに参加した。酒浸りのためにブルースブレイカーズから脱退させられていたのだ。一方、マクヴィーは最初フリートウッド・マックに参加することに気乗りしていなかった。仕事が保証されていて良い給料のブルースブレイカーズの仕事を捨てたくなかったからだ。グリーンは一時的にベーシストのボブ・ブランニングを雇わざるを得なかった。しかし数週間後、マクヴィーは考えを変えた。ブルースブレイカーズの音楽性がジャズに向きすぎていると彼は感じるようになったのだ。そして、彼はフリートウッド・マックにベーシストとして1967年12月に加入した。

## フリートウッド・マック
マクヴィーがフリートウッド・マックに参加して、バンドはファースト・アルバムの「ピーター・グリーンズ・フリートウッド・マック」を数ヶ月間録音した。アルバムは1968年2月に発売され、すぐに国際的なヒットとなり、フリートウッド・マックはイギリスのブルース・ムーブメントの一角としての地位を確立した。フリートウッド・マックはイングランド中のブルースクラブやパブでライヴ・ギグ演奏を始め、ブルース界で知られる名前になった。それから3年間、バンドはイギリスにおいて数曲のヒットを飛ばし、ヨーロッパ大陸においても成功を楽しんでいた。

### クリスティン・パーフェクト
ツアー中、フリートウッド・マックはしばしば同業のブルース・バンドであるチキン・シャックと開催地が一緒になることがあった。マクヴィーが将来の妻に会うのもそんな状況の中であった。チキン・シャックのリードシンガーでありピアノプレイヤーのクリスティン・パーフェクトである。たった2週間の短いロマンスの後、マクヴィーとパーフェクトは結婚した。ピーター・グリーンが付添人であった。カップルは一緒に長い時間いることが不可能であった。なぜならバンドがコンスタントにツアーを行っていたからである。クリスティンはチキン・シャックを脱退し、ジョンと長い時間を過ごそうとして主婦になった。しかし、ピーター・グリーンが1970年にフリートウッド・マックを脱退してから、マクヴィーは首尾良くクリスティンをフリートウッド・マックに参加するように説得したのだった。

### 世界的な成功と日常生活
それから数年間、フリートウッド・マックは数回の違うラインナップを経験した。そのことは時々バンド内の衝突や面倒の材料となった。そして、頻繁なツアー、ジョン・マクヴィーの多量の飲酒は彼の妻、クリスティンにとって重荷になってきた。1974年、マクヴィー夫妻はフリートウッド・マックの他のメンバーと一緒にロサンゼルスに移住した。ここでは短い間ジョン・メイオールと共に住んでいた。1975年、フリートウッド・マックはアメリカのシンガーソングライターデュオであるスティーヴィー・ニックスとリンジー・バッキンガムを加入させてからワールドワイドな成功を収める。しかし、バンドの成功に続いて深刻な結婚生活の問題がマクヴィー夫妻に起きてしまった。1977年、「噂」の録音中、ジョンとクリスティン・マクヴィーの結婚は破綻し、2人は同じ年に離婚した。傷を隠す方法として、アルバムにおけるクリスティンの曲の一部はジョン・マクヴィーについて書かれている。それは「ドント・ストップ」において顕著である。  ジョン・マクヴィーは1978年にジュリー・アン・ルーベンスと再婚しているが、多量の飲酒は続いていた。
1981年、マクヴィーは再びブルースブレイカーズに参加し、「リユニオン・ツアー」と呼ばれるツアーに出ることを承諾した。ジョン・メイオールとミック・テイラー、コリン・アレンがメンバーだった。1982年の間バンドはアメリカ、アジア、オーストラリアでツアーをしていた。（ジョン・マクヴィーは1983年のヨーロッパツアーには参加していない。代わりにスティーヴ・トンプソンが参加した。）
アルコールは1987年に病気を引き起こし、ついに彼は飲酒癖を止めようと試みた。それからは今まで禁酒したままである。1989年、マクヴィーの妻、ジュリー・アンが初めての子供（娘）、モリー・マクヴィーを産んだ。彼のフリートウッド・マックにおける活動はコンスタントであるがとくに控えめである。しかし、事実としてバンドは「マック」という部分を彼の名前の一部から取っている。彼はバンド活動の中で共同制作として名を残している曲はごくわずかであり、「ステイション・マン」、「ザ・チェイン」位のものである。
イギリスの1960年代における音楽シーンにおける他の多くのベースプレイヤー（ジョン・エントウィッスル、ジャック・ブルース、ポール・マッカートニー）と比べて、一般にジョン・マクヴィー及びフリートウッド・マックのロックへの貢献はしばしば見落とされた。彼のベース演奏は暖かくフルトーンであり、ミック・フリートウッドのビートから少しだけずれていて、そして簡潔でメロディックであり、絶妙なフレーズが展開される。彼の貢献はフリートウッド・マックの多くの曲に確固たるリズムの基礎を提供していることである。例えば「ドント・ストップ」や「リアノン」がある。どちらの曲も特筆すべき世界的なヒット曲となった。

## ディスコグラフィ

### フリートウッド・マック
| 年   | アルバム                                     | US  | UK | 備考                                                             |
| ---- | -------------------------------------------- | --- | -- | ---------------------------------------------------------------- |
| 1968 | ピーター・グリーンズ・フリートウッド・マック | 198 | 4  | 「ロング・グレイ・メイアー」のみボブ・ブランニングがベースを担当 |
| 1968 | ミスター・ワンダフル                         | -   | 10 | -                                                                |
| 1969 | ゼン・プレイ・オン                           | 192 | 6  | ジョンはインストゥルメンタル「マッジを探して」を制作             |
| 1970 | キルン・ハウス                               | 69  | 39 | ジョンは「ステイション・マン」を共同制作                         |
| 1971 | フューチャー・ゲーム                         | 91  | -  | -                                                                |
| 1972 | 枯れ木                                       | 70  | -  | カバー写真はジョンが撮影                                         |
| 1973 | ペンギン                                     | 49  | -  | -                                                                |
| 1973 | 神秘の扉                                     | 68  | -  | ジョンは「Forever」を共同制作                                    |
| 1974 | クリスタルの謎                               | 34  | -  | -                                                                |
| 1975 | ファンタスティック・マック                   | 1   | 23 | -                                                                |
| 1977 | 噂                                           | 1   | 1  | 「ザ・チェイン」のベース進行を作成                               |
| 1979 | 牙 (タスク)                                  | 4   | 1  | -                                                                |
| 1980 | フリートウッド・マック・ライヴ               | 14  | 31 | -                                                                |
| 1982 | ミラージュ                                   | 1   | 5  | -                                                                |
| 1987 | タンゴ・イン・ザ・ナイト                     | 7   | 1  | -                                                                |
| 1988 | グレイテスト・ヒッツ                         | 14  | 3  | -                                                                |
| 1990 | ビハインド・ザ・マスク                       | 18  | 1  | -                                                                |
| 1995 | タイム                                       | -   | 47 | -                                                                |
| 1997 | ザ・ダンス                                   | 1   | 15 | 「セイ・ユ・ラヴ・ミー」でバックグラウンド・ボーカルを担当       |
| 2003 | セイ・ユー・ウィル                           | 3   | 6  | -                                                                |

### ジョン・メイオール&ザ・ブルースブレイカーズ
| 年   | アルバム                                                                  | US  | UK | 備考                   |
| ---- | ------------------------------------------------------------------------- | --- | -- | ---------------------- |
| 1965 | ジョン・メイオール・プレイズ・ジョン・メイオール                          | -   | -  | Klooks Kleekでのライブ |
| 1966 | ジョン・メイオール&ザ・ブルースブレイカーズ・ウィズ・エリック・クラプトン | -   | 6  | -                      |
| 1967 | ジョン・メイオールとピーター・グリーン/ブルースの世界                     | -   | 10 | -                      |
| 1967 | 革命                                                                      | 136 | 8  | -                      |

### ソロアルバム
| 年   | アルバム                                 | US | UK | 備考 |
| ---- | ---------------------------------------- | -- | -- | ---- |
| 1992 | John McVie's Gotta Band with Lola Thomas | -  | -  | -    |